# Sigmund Heinrich zu Buchenbach

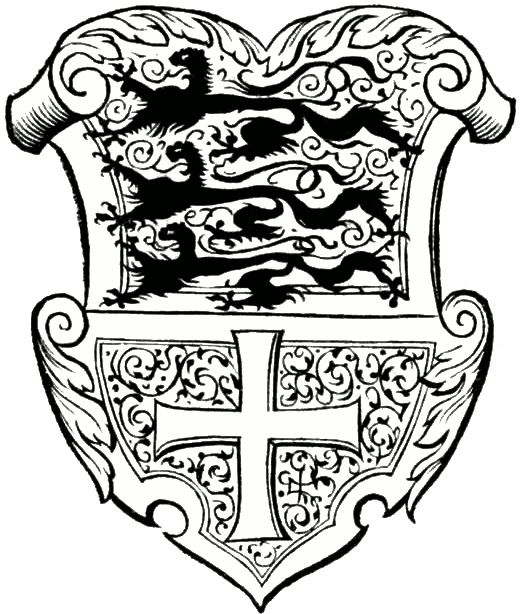
Wappen des Schwäbischen Reichskreises, 1563 und 1737

Sigmund Heinrich zu Buchenbach (* 11. September 1685; † 13. September 1760) war ein Offizier des Schwäbischen Kreises und zuletzt Generalmajor.

## Herkunft
Sigmund Heinrich zu Buchenbach war der jüngere Sohn von Wolf Christof von Stetten und Maria Sophia und stammte aus der Buchenbacher Linie des Adelsgeschlechts.

## Leben
Sigmund Heinrich erbaute 1715 das herrschaftliche Haus. In diesem Jahr wurde er auch baden-durlachischer Oberkammerjunker und Grenadierhauptmann des badendurlachischen Infanterieregiments des Schwäbischen Kreises. Bald darauf heiratete er Maria Catharina zu Kocherstetten (1702–1765). In den darauffolgenden drei Jahrzehnten stieg Buchenbach innerhalb des Schwäbischen Kreises bis zum Generalmajor auf. 1762 bat er um seine Verabschiedung aus dem Militärdienst und setzte sich zur Ruhe. Die Grabdenkmäler von Sigmund Heinrich und seiner Gemahlin befinden sich in der Kirche von Buchenbach.

## Ehrungen
Mit Unterstützung des badischen Prinzen Karl August suchte er um den Hausorden der Treue an. Im Namen des Ordensmeisters bekam er das Ordenskreuz schließlich vom Regenten im Beisein von einigen Ordensrittern in Karlsruhe ausgehändigt.